# Simon de Kéza
Simon de Kéza (en hongrois : Kézai Simon) était un chroniqueur hongrois du XIIIe siècle et un clerc à la cour royale de Ladislas IV.
Son ouvrage le plus important est la Gesta Hunnorum et Hungarorum, écrite en latin entre 1282 et 1285. Cette chronique est divisée en quatre parties : la préhistoire des Huns — qui étaient considérés comme liés aux Hongrois —, l'histoire hongroise, la parenté des nobles immigrés et les différentes couches sociales. Comme notaire du roi, Simon travaillait aux archives royales et pouvait ainsi se fonder pour ses écrits sur d'anciennes chroniques qui y étaient conservées. Le chroniqueur décrivait Ladislas IV comme le roi le plus chrétien qui soit, malgré la sympathie de ce dernier, surnommé le Couman, pour les coutumes païennes.
La chronique fut publiée pour la première fois en 1782 à Buda. Au XIXe siècle, il fut traduit en hongrois et devint un ouvrage populaire qui aida au développement du sentiment national hongrois. 